# Abraxas (hudební skupina)
Abraxas je česká rocková skupina vzniklá v roce 1976 na troskách pražské skupiny Abraam. Vůdčí osobností skupiny je od samého počátku kytarista a skladatel Slávek Janda.

## Historie
První sestavu Abraxasu tvořili Slávek Janda (kytara a zpěv), Miroslav Imrich (zpěv), Ivan Sekyra (kytara), Jiří Cendra (klávesy), Antonín Smrčka (basová kytara) a Ivan Pelíšek (bicí). V počátku se v tvorbě skupiny prosadila silná inspirace skupinou Pink Floyd a velmi rychle se zvuk i jevištní show (na tu dobu neobvyklé jevištní ztvárnění: promítání filmů, projekce diapozitivů obrazů výtvarníka Miloše Kouteckého, světelné efekty) proměnilo v dravý rockový proud inspirovaný novou vlnou české muziky na začátku 80. let.
V roce 1981 ve skupině velmi krátce působil baskytarista Vladimír Padrůněk. Poté ho nahradil Michal Ditrich. Téhož roku skupina vydala své první LP s názvem Box (skladby Box, King Kong, Nekonečný boogie, Poprvé, Každý den je to jinak a další). Krátce nato do skupiny nastoupil klávesista Lubomír Nohavica. V roce 1983 ze skupiny odešli Miroslav Imrich i Ivan Pelíšek. Skupina pokračovala dále ve formaci Slávek Janda, Michal Ditrich, Luboš Nohavica a nově přibyl Jaroslav Trachta (saxofon) a Ladislav Sosna (bicí). V roce 1984 vyšlo album Manéž, kde se již objevily první náznaky funky stylu. V této době skupina hodně koncertovala a v roce 1986 vydala další album s názvem Šťastnej blázen. Krátce poté, v roce 1987 došlo k opětovné změně v obsazení skupiny a zvuk se posunul do více akustických poloh, neboť Slávek Janda velmi často používal akustickou kytaru. Ve skupině se objevil i kontrabas, na který hrál Vítek Švec, a perkusista Imran Musa Zangi, který se s Abraxasem poprvé objevil již na albu Šťastnej blázen. Na post zpěváka přišel textař skupiny Pepa Vondrášek alias „Mrak“. V této době vznikla EP deska s názvem Proužek dýmu. V roce 1988 skupina ještě krátce pokračovala v triu ve složení: Slávek Janda (kytara, zpěv),Tonda Smrčka ( baskytara, zpěv) a Josef Havlíček (bicí).
Poté se skupina až do roku 1994 vytratila ze scény. Slávek Janda začal krátce poté spolupracovat s Janou Koubkovou ve skupině Panta rhei a zároveň začala vznikat i formace Yandim Band.
Dne 4. 12. 1994 došlo k opětovnému setkání skupiny na koncertě v pražském Rock Café, který se konal u příležitosti vydání alba Best of Abraxas. Na tomto koncertě se setkal nejen Abraxas, ale hudebníci představili i své současné kapely (Yandim Band, Imrich Tekkknofactory, Hypnotix). Poté se skupina rozhodla obnovit činnost v této de facto původní sestavě (kromě Michala Ditricha): Slávek Janda, Miroslav Imrich, Ivan Pelíšek a na místo baskytaristy nastoupil Martin Kadnár alias „Rusák“. V roce 1996 vyšlo CD Sado Maso, kde byl zvuk skupiny částečně ovlivněn hardrockovou scénou. O to překvapivější bylo vydání následujícího alba Rituál, kde se skupina výrazně přihlásila k funku a z kterého pocházejí známé hity Karel drogy nebere a Obyčejnej svět. Skupina od této doby pravidelně koncertuje a došlo i k několika televizním záznamům, např. 25 let Abraxasu (pro pořad Na plný pecky) a v Ostravě (Ladí Neladí). V roce 2003 vyšlo dvojalbum Retrospektiva, na kterém se objevily známé hity v současném podání skupiny, a na druhém CD vyšly archivní materiály jako mp3, videa, fotografie, atd. V roce 2006 vznikl záznam koncertu 30 let Abraxasu v Lucerna Music Baru. V roce 2007 vyšlo album Už je to jedno. V roce 2008 oslavil Slávek Janda 40 let na české hudební scéně a při této příležitosti bylo natočeno DVD, které vyšlo jako příloha časopisu Report v březnu 2009. V roce 2009 vydala skupina album Hlava v oblacích a absolvovala společné turné s Michalem Pavlíčkem.
V roce 2011 ve skupině došlo k personálním změnám a na místo baskytaristy nastoupil Slávkův letitý spoluhráč z Yandim bandu a SJB Ivan Doležálek. Na bicí potom David Růžička v alternaci s Edou Štěpánkem. V tomto roce skupina oslavila 35 let existence a 19. 10. 2011 oslavy vyvrcholily koncertem v pražském Retro music hall za přítomnosti jednak všech bubeníků kapely a hostů, Imrana Zangiho, Matěje Rupperta, Viktora Dyka a Varhana Orchestroviče Bauera. Tento koncert byl zaznamenán a vyšel na DVD. V té době přišel do kapely manažer, textař a producent Petr Soukup. Soukup vrátil Abraxas do Supraphonu a produkoval 2CD Tribute, kde 28 skladeb nahrály špičky české popové, rockové i alternativní scény. V roce 2015 vyšlo album s názvem Klid!.
Konec roku 2022 přináší změnu rytmiky u Abraxas. Odchází Eda Štěpánek a na jeho post usedá Zbyněk Husa (ex.ROOT)

## Současná sestava
- Slávek Janda – skladby, kytara, zpěv
- Václav Husa – manager, entertainer

- Zbyněk Husa – bicí
- Ivan Doležálek – basa, zpěv

## Diskografie
SP
- Tak pojď / Školník – SP – 1977, Panton
- Cesta jinam 1 / Cesta jinam 2 – SP – 1977, Panton
- Ptáci / Vzpoura Moogů - SP - 1980, Panton
- Muž stroj / Praha-Bohumín – SP – 1981, Panton
- Nesmíš si to tak brát / Zbytečný slova – SP – 1983, Panton
- Karel / Měsíc – SP – 1984, Panton
- Dneska mám pech / Honza rock'n'roll star – SP – 1984, Panton

LP (CD)
- Box – LP – 1982, Panton
- Manéž – LP – 1984, Panton
- Midnight City – LP – 1985, Artia
- Šťastnej blázen – LP – 1986, Panton
- Sado – Maso – 1996, Forte/Happy Music (reedice 2002, Master Music s.r.o.)
- Box & 10x bonus (reedice na CD) – 2000, Sony Music/Bonton
- Rituál, 2000, Sony Music/Bonton
- Už je to jedno, 2007
- Hlava v oblacích, 2009
- Klid!, 2015

Kompilace
- The Best Of… (1979–1982) – 1994, B&M Music
- Retrospektiva, 2003
- Nekonečný boogie, 2016

Live
- 30 let, 2006

DVD
- Slávek Janda 40 let na scéně, 2008, společný koncert SJB, Yandim Bandu a Abraxasu

Tribute
- Tribute, 2014